# Green Harbourhuset
Green Harbourhuset är ett byggnadsminne i Ny-Ålesund i Svalbard.
Green Harbourhuset är ett enkelt envånings trähus, som uppfördes före första världskriget 1909 eller möjligen 1912 av det av Christian Anker initierade intressentskapet Green Harbour Coal Company som bostadshus. Det uppfördes vid den ursprungliga kolgruvan, före grundandet av det senare gruvsamhället Kings Bay 1917. Samhället byggdes upp av Kings Bay Kull Compani och Green Harbourhuset flyttades dit. Under första världskriget var det svårt i Norge att säkra kolförsörjningen, vilket föranledde att redaren Peter S. Brandal i Ålesund tillsammans med tre kompanjoner 1916 bildade Kings Bay Kull Compani AS i Ålesund för att bryta kol runt Kongsfjorden. 
Green Harbourhuset har senare använts som förrådshus av Kings Bay-bolaget. Huset är ett av de tre ursprungliga husen som uppfördes före 1917, innan Kings Bay Kull Compani övertog den några år tidigare påbörjade gruvdriften. De två andra husen är inte bevarade, och Green Harbourhuset är den äldsta byggnaden i samhället och är ett byggnadsminne.